# Розсохувате (Полтавська область)
Розсохувате — село, Поточанська сільська рада, Решетилівський район, Полтавська область, Україна.
Село ліквідоване 1986 року.

## Географія
Село Розсохувате розташоване за 3 км від сіл Плоске, Мирне та Давидівка (Новосанжарський район).

## Історія
- 1986 — село ліквідоване[1].